# Jan Vroom jr.
Jan Vroom jr.  (Haren (Groningen), 6 augustus 1893 – Glimmen, 5 maart 1958) was een Nederlandse tuin- en landschapsarchitect.

## Leven en werk
Vroom was de vierde generatie in een familie van tuinarchitecten, hij was een zoon van Jan Vroom sr. Hij bezocht de Gerard Adriaan van Swieten Tuinbouwschool in Frederiksoord. In 1911, net 18 jaar, nam hij de activiteiten van zijn vader over die zijn gezichtsvermogen was kwijtgeraakt. 
Tijdens de Eerste Wereldoorlog werkte hij aan zijn eerste grote opdracht, het ontwerpen van een tuin voor het Rijkskrankzinnigengesticht in Medemblik. Hij kreeg hierdoor landelijke bekendheid en werd in de jaren twintig en dertig gevraagd voor de tuinaanleg rond diverse psychiatrische instellingen als het Noorder Sanatorium in Zuidlaren, Groot Bronswijk in Wagenborgen en De Hooge Riet in Ermelo.  Hij begon in 1919 een eigen kwekerij in Glimmen, om niet langer afhankelijk te zijn van de aanvoer van planten door anderen. Vroom hield zich ook bezig met restauratie, zo restaureerde hij het Van Heutszpark in Coevorden, dat in 1900 door zijn vader was aangelegd en in 1915 door Leonard Springer was uitgebreid. Na de Tweede Wereldoorlog werd Vroom benoemd tot lid van de Drentse Provinciale Commissie voor oorlogs- of vredesgedenktekens, die de minister van Onderwijs, Kunsten en Wetenschappen adviseerde over de plaatsing van oorlogsmonumenten.
Vroom overleed op 64-jarige leeftijd. Hij werd begraven op De Eshof in Haren. Zijn neef en naamgenoot was de verzetsstrijder Jan Vroom, die bij Woeste Hoeve geëxecuteerd werd.

## Werken (selectie)
- 1915 aanleg tuin en ‘’Lariksbos’’ voor landhuis De Lariks, Assen
- ca. 1935 aanleg tuin voor Noordersanatorium, Zuidlaren
- 1938 aanleg begraafplaats De Stille Hof, Hoogezand
- 1940-1949 aanleg begraafplaats Selwerderhof, Groningen met L.W. Copijn
- 1942 aanleg Julianapark in de stad Leeuwarden
- 1943 aanleg tuin villa 'De Dilcht' te Haren
- 1944 restauratie van de Noorderbegraafplaats, Assen
- 1945 veranderingen in het Volkspark, Enschede met Tj.H. Koning